# 감각적응
감각적응(感覺適應, 영어: sensory adaptation) 또는 신경적응(神經適應, 영어: neural adaptation)은 일정한 자극을 유지하기 위해 감각계의 반응성이 시간에 따라 변화하는 현상을 말한다. 이는 주로 자극의 크기가 변할 때 나타난다. 예를 들어, 누군가 손을 탁자 위에 올려놓으면, 그 즉시 손의 피부에서는 탁자의 표면이 느껴지게 된다. 그러나, 몇 초가 지나면 더 이상 탁자의 표면이 느껴지지 않게 된다. 탁자에 손을 댔을 때에는 탁자 표면의 감각에 의해 감각 뉴런이 반응하지만, 시간이 흐름에 따라 반응의 크기는 느껴지지 않을 때까지 점차 줄어들게 되기 때문이다. 이러한 현상을 감각적응이라고 칭한다.

## 시각에 대한 적응
시각적 적응은 잔상이나 행동의 흔적과 같은 감지적 현상에 의해 기인하는 것으로 여겨진다. 안구의 움직임이 고정되지 않을 때, 시각적 감지는 서서히 사라지게 되는데 이 또한 감각 적응 현상이기 때문이다. 관측자의 시각 시스템이 어떤 행동의 한 부분에 의해 적응이 일어나면, 움직이는 그림은 다양한 속도로 감지된다. 만일 움직이는 그림이 적응 과정 동안 계속 한 곳에 위치 하게 되면 그림의 속도는 점차 낮아지게 된다. 대신 그림이 반대방향에 놓이게 된다면 그 속도는 증가하게 된다. 적응과 움직이는 그림은 서로 직교하므로, 그림의 속도는 영향을 받지 않게 된다. Magnetoencephalography (MEG)를 사용한 연구에서는 검사원이 약간의 간격을 갖는 반복되는 시각 자극에 노출되었을 때 그 자극의 크기는 처음에 노출되었을 때보다 줄어들었다고 보고했다. 이 결과는 반복된 자극에 대한 반응은 단일 자극에 비해 자극의 크기와 대기시간의 활성화가 유의적으로 줄어든다는 것을 나타냈다.

## 고통에 대한 적응
Type I/group Aβ와 같은 거대 감각뉴런은 고통에 대한 적응을 나타내지만 작은 type IV/group C와 같은 고통 뉴런은 적응을 나타내지 않는다. 즉, 고통은 일반적인 적응 현상과 다르게 감각의 크기가 빠르게 줄어들지 않고 오랜 시간 지속되는 현상을 보인다.

## 감각적응과 둔화현상
감각적응과 둔화현상의 정의는 서로 다르나 혼동되기 쉽다. 우선, 둔화현상은 의식적 현상이지만 감각적응은 생리적 현상으로 구분할 수 있다. 둔화현상이 일어날 때에는, 어떤 명백한 자극이 주어지는 가운데 또 다른 자극에 대해 반응해야 할 때 우리는 둔화되었다고 한다. 그러나, 우리가 어떤 것에 적응이 되었다는 것은, 예를 들어 일정한 향기 성분이 공기에 지속적으로 있다 하더라도 그것을 자각할 능력을 상실한 상태를 말한다. 따라서 이러한 감각 적응은 둔화현상보다는 감지되는 감각의 강도에 대한 문제와 더욱 밀접한 연관이 있다. 예를 들어, 불빛의 세기가 점차 증가하면 감각에 대한 적응 반응은 더 크게 일어날 것이다. 그러나 둔화현상은 그 강도가 세든 약하든 그 크기와 둔화현상의 정도는 크게 관계가 없다.

## 주기적 행동과 적응

#### 단기적 적응
단기적 감각적응은 주기적인 행동을 하는 동안 몸에서 일어난다. 감각적응이 일어나는 가장 일반적인 예로 걷는 활동을 들 수 있다. 사람이 걷는 동안 몸에서는 발 주변의 환경들에 대한 정보를 수집하고 근육의 사용을 그 환경에 맞추어 조절하게 된다. 예를 들어, 언덕을 오르는 걷기 행동은 평지를 걸을 때와는 다른 근육을 사용하게 된다. 뇌에서 우리가 언덕을 걷는다고 인식하게 되면, 이는 근육에 더 많은 에너지를 보내서 충분히 언덕을 오를 수 있게 하는데 이를 적응현상이라고 할 수 있다. 감각적응의 비율은 뇌의 부위, 그리고 이전 자극의 모양과 크기의 유사성에 의해 영향을 받는다.하부측두엽에서의 적응은 특히 이러한 유사성에 영향을 받는 것으로 알려져 있다. 전전두엽에서의 적응은 이에 비해 덜 의존적인 것으로 알려져 있다.

#### 장기적 적응
장기적 적응의 예로는 호흡작용과 같은 생명유지에 필수적인 주기적 행동을 들 수 있다. 이러한 움직임은 일생 동안 지속적으로 일어나기 때문에, 조직적으로 기능되어야 하는 것이 매우 중요하다. 이러한 부위의 감각 적응은 외부 환경 변화나 운동과정에 대한 반응을 통해 확인할 수 있다. 동물들은 운동을 하게 되면 호흡 비율이 낮아지게 된다. 호흡비율은 동물들에게 있어 의식적으로 변화시킬 수 있는 부분이 아니지만, 신체가 운동을 통해 빨라진 호흡 비율을 낮추어 정상화 하기 위해 이런 적응현상이 일어난다고 여겨진다.

## 참고자료
1. https://web.archive.org/web/20060716213332/http://neuralcorrelate.com/martinez-conde_et_al_nrn_2004.pdf
2. Gilden, D., R. Blake, et al. (1995). "Neural Adaptation of Imaginary Visual Motion." Cognitive Psychology 28(1): 1-16.
3. Noguchi, Y., K. Inui, et al. (2004). "Temporal Dynamics of Neural Adaptation Effect in the Human Visual Ventral Stream." J. Neurosci. 24(28): 6283-6290.
4. Sternberg, Robert (2009). Cognitive psychology (5th Ed. ed.). Australia: Cengage Learning/Wadsworth. pp. 137-138. ISBN 978-0-495-50629-4.
5. Pearson, K. G. (2000). "Neural Adaptation in the Generation of Rhythmic Behavior." Annual Review of Physiology 62(1): 723-753.
6. Verhoef, B.-E., G. Kayaert, et al. (2008). "Stimulus Similarity-Contingent Neural Adaptation Can Be Time and Cortical Area Dependent." J. Neurosci. 28(42): 10631-10640.
7. Pearson, K. G. (2000). "Neural Adaptation in the Generation of Rhythmic Behavior." Annual Review of Physiology 62(1): 723-753.